# Równanie funkcyjne
Równanie funkcyjne – równanie, w którym niewiadomą jest funkcja.

## Przykłady
- Wszystkie równania różniczkowe i równania całkowe.
- Równanie Abela {\displaystyle \alpha (f(x))=\alpha (x)+1.}
- Równanie {\displaystyle f(x+y)=f(x)+f(y)} spełniają funkcje addytywne.
- Równania {\displaystyle f(x)=f(-x)} oraz {\displaystyle f(x)=-f(-x)} spełniają odpowiednio funkcje funkcje parzyste i nieparzyste.
- Znajdźmy wszystkie funkcje {\displaystyle f\colon \mathbb {R} \to \mathbb {R} ,} dla których {\displaystyle f(x+y)^{2}=f(x)^{2}+f(y)^{2}.}
Podstawiając {\displaystyle x=y=0,} otrzymujemy {\displaystyle f(0)^{2}=2f(0)^{2},} czyli {\displaystyle f(0)=0.}
Niech {\displaystyle y=-x,} wówczas
{\displaystyle 0=f(0)^{2}=f(x-x)^{2}=f(x)^{2}+f(-x)^{2}.}
Ponieważ kwadrat liczby rzeczywistej jest liczbą nieujemną, a suma liczb nieujemnych jest równa zeru wtedy i tylko wtedy, gdy obie te liczby są równe zeru, więc równość {\displaystyle f(x)=0} jest spełniona dla każdego {\displaystyle x.} Zatem jedyną funkcją spełniającą dane równanie funkcyjne jest {\displaystyle f(x)=0.}
- Równania rekurencyjne: jedynym ciągiem spełniającym warunki {\displaystyle a_{1}=1,a_{n+1}=(n+1)a_{n}} jest ciąg {\displaystyle a_{n}=n!.}
- Użycie układu równań funkcyjnych w alternatywnej definicji funkcji trygonometrycznych.

## Równanie Cauchy’ego
Ważnym przykładem równania funkcyjnego jest równanie Cauchy’ego {\displaystyle f(x+y)=f(x)+f(y).} Cauchy rozwiązał następujące równania funkcyjne w dziedzinie funkcji ciągłych.
Twierdzenie Cauchy’ego o rozwiązaniach ciągłych równania {\displaystyle \mathbf {f(x+y)=f(x)+f(y)} .} Jedynymi ciągłymi rozwiązaniami równania {\displaystyle f(x+y)=f(x)+f(y)} są funkcje liniowe {\displaystyle f(x)=ax.}
Dowód. Na początek zauważmy dwie rzeczy. Stosując prostą indukcję można pokazać, że {\displaystyle f(x_{1}+\ldots +x_{n})=f(x_{1})+\ldots +f(x_{n}).} Zauważmy dalej, że {\displaystyle f(0)=f(0+0)=f(0)+f(0),} czyli {\displaystyle f(0)=0.}
Niech teraz {\displaystyle a=f(1).} Pokażemy, że równość {\displaystyle f(x)=ax} zachodzi, gdy {\displaystyle x} jest liczbą naturalną, całkowitą, wymierną, a w końcu rzeczywistą. Mamy
{\displaystyle f(n)=f(\underbrace {1+\ldots +1} _{n})=\underbrace {f(1)+\ldots +f(1)} _{n}=an}
dla każdego {\displaystyle n\in \mathbb {N} .}
Dalej {\displaystyle f(n)+f(-n)=f(n+(-n))=f(0)=0,} czyli {\displaystyle f(-n)=-f(n)=a(-n).} To oznacza, że {\displaystyle f(x)=ax} dla każdego {\displaystyle x\in \mathbb {Z} ,} gdzie {\displaystyle \mathbb {Z} } oznacza zbiór liczb całkowitych.
Dalej mamy
{\displaystyle a=f(1)=f{\Big (}\underbrace {{\frac {1}{n}}+\ldots +{\frac {1}{n}}} _{n}{\Big )}=\underbrace {f{\Big (}{\frac {1}{n}}{\Big )}+\ldots +f{\Big (}{\frac {1}{n}}{\Big )}} _{n},}
co daje {\displaystyle f\left({\frac {1}{n}}\right)=a{\frac {1}{n}}.} Niech teraz {\displaystyle {\frac {m}{n}}} będzie dowolną liczbą wymierną.
Wówczas
{\displaystyle f\left({\frac {m}{n}}\right)=f{\bigg (}\underbrace {{\frac {1}{n}}+\ldots +{\frac {1}{n}}} _{m}{\bigg )}=\underbrace {f\left({\frac {1}{n}}\right)+\ldots +f\left({\frac {1}{n}}\right)} _{m}=a\cdot {\frac {m}{n}}.}
Zatem równość {\displaystyle f(x)=ax} została pokazana dla każdej liczby wymiernej {\displaystyle x\in \mathbb {Q} .}
Z ciągłości funkcji {\displaystyle f} wynika równość {\displaystyle f(x)=ax} dla każdej liczby rzeczywistej {\displaystyle x\in \mathbb {R} .}
Twierdzenie Cauchy’ego o rozwiązaniach ciągłych równania {\displaystyle \mathbf {f(x+y)=f(x)f(y)} .} Jedynymi niezerowymi ciągłymi rozwiązaniami równania {\displaystyle f(x+y)=f(x)f(y)} są funkcje wykładnicze {\displaystyle f(x)=a^{x}.}
Twierdzenie Cauchy’ego o rozwiązaniach ciągłych równania {\displaystyle \mathbf {f(xy)=f(x)+f(y)} .} Jedynymi niezerowymi ciągłymi rozwiązaniami równania {\displaystyle f(xy)=f(x)+f(y)} są funkcje logarytmiczne {\displaystyle f(x)=\log _{a}x.}
Twierdzenie Cauchy’ego o rozwiązaniach ciągłych równania {\displaystyle \mathbf {f(xy)=f(x)f(y)} .} Jedynymi niezerowymi ciągłymi rozwiązaniami równania {\displaystyle f(xy)=f(x)f(y)} są funkcje potęgowe {\displaystyle f(x)=x^{a}.}
Twierdzenie Cauchy’ego o rozwiązaniach ciągłych równania {\displaystyle \mathbf {f(x+y)+f(y-x)=2f(x)f(y)} .} Jedynymi niezerowymi ciągłymi rozwiązaniami równania {\displaystyle f(x+y)+f(y-x)=2f(x)f(y)} są funkcje cosinus {\displaystyle f(x)=\cos x} i cosinus hiperboliczny {\displaystyle f(x)=\cosh x.}